# در بارگاه شاه کریمسون
در بارگاه شاه کریمسون (به انگلیسی: In the Court of the Crimson King) (با عنوان زیرنویس An Observation by King Crimson) اولین آلبوم استودیویی گروه راک انگلیسی کینگ کریمسون است که در ۱۰ اکتبر ۱۹۶۹ توسط آیلند رکوردز منتشر شد. این آلبوم یکی از اولین و تأثیرگذارترین ژانر پراگرسیو راک است که در آن گروه تأثیرات موسیقی را که موسیقی راک بر پایه آن بنا شده بود با عناصر موسیقی جاز، کلاسیک و سمفونیک ترکیب کرد.